# Port lotniczy Zahedan

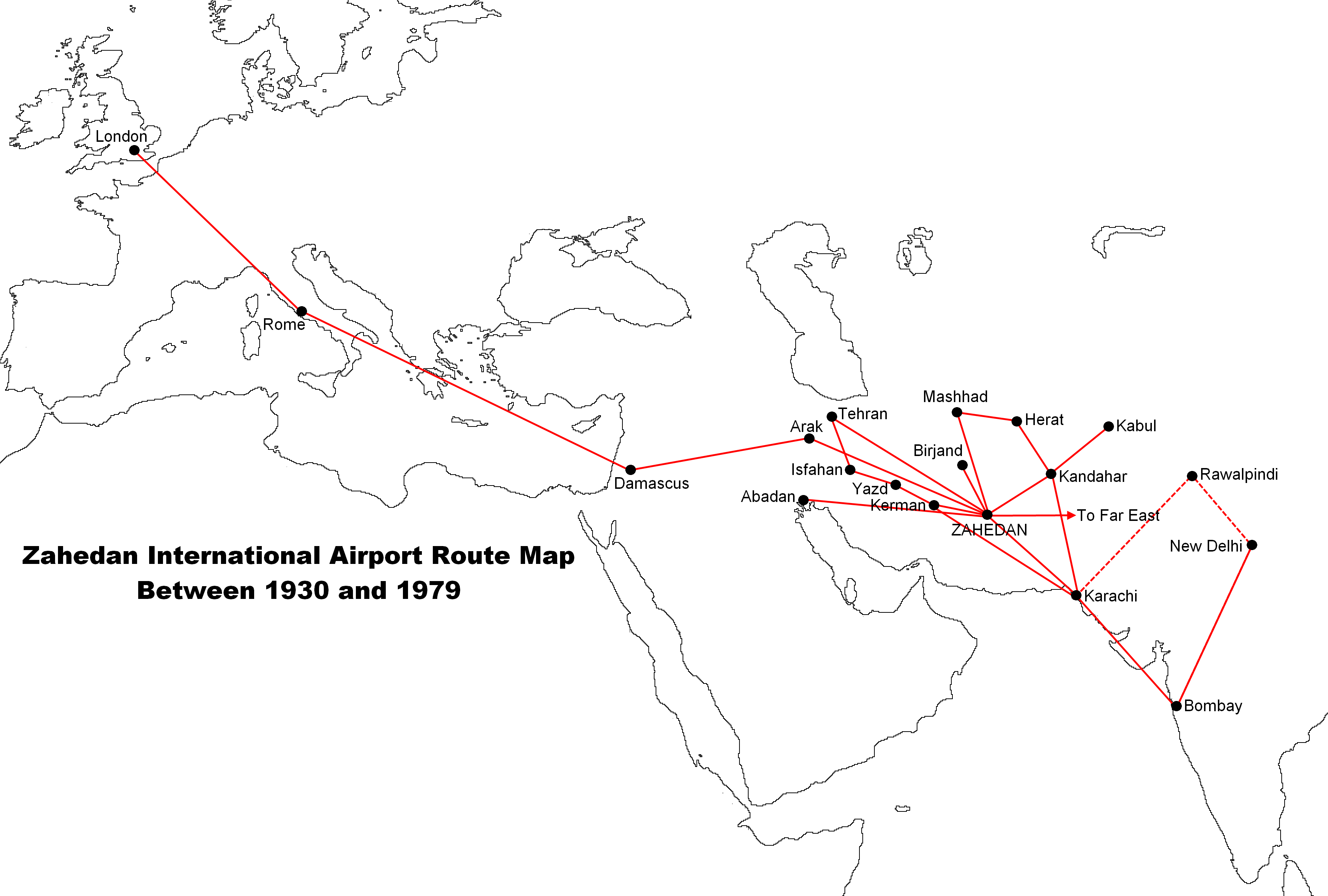
Trasy lotów z lotniska w Zahedanie między 1930 a 1979 r.

Port lotniczy Zahedan (IATA: ZAH, ICAO: OIZH) – port lotniczy położony w Zahedanie, w ostanie Sistan i Beludżystan, w Iranie.